# Biografielijst Le

## Le
- Lê Dung (1951-2001), Vietnamees operazangeres
- Dinh Q. Lê (1968), Vietnamees-Amerikaans kunstfotograaf
- Léo Le Blé Jaques (1997), Frans snowboarder

## Lea

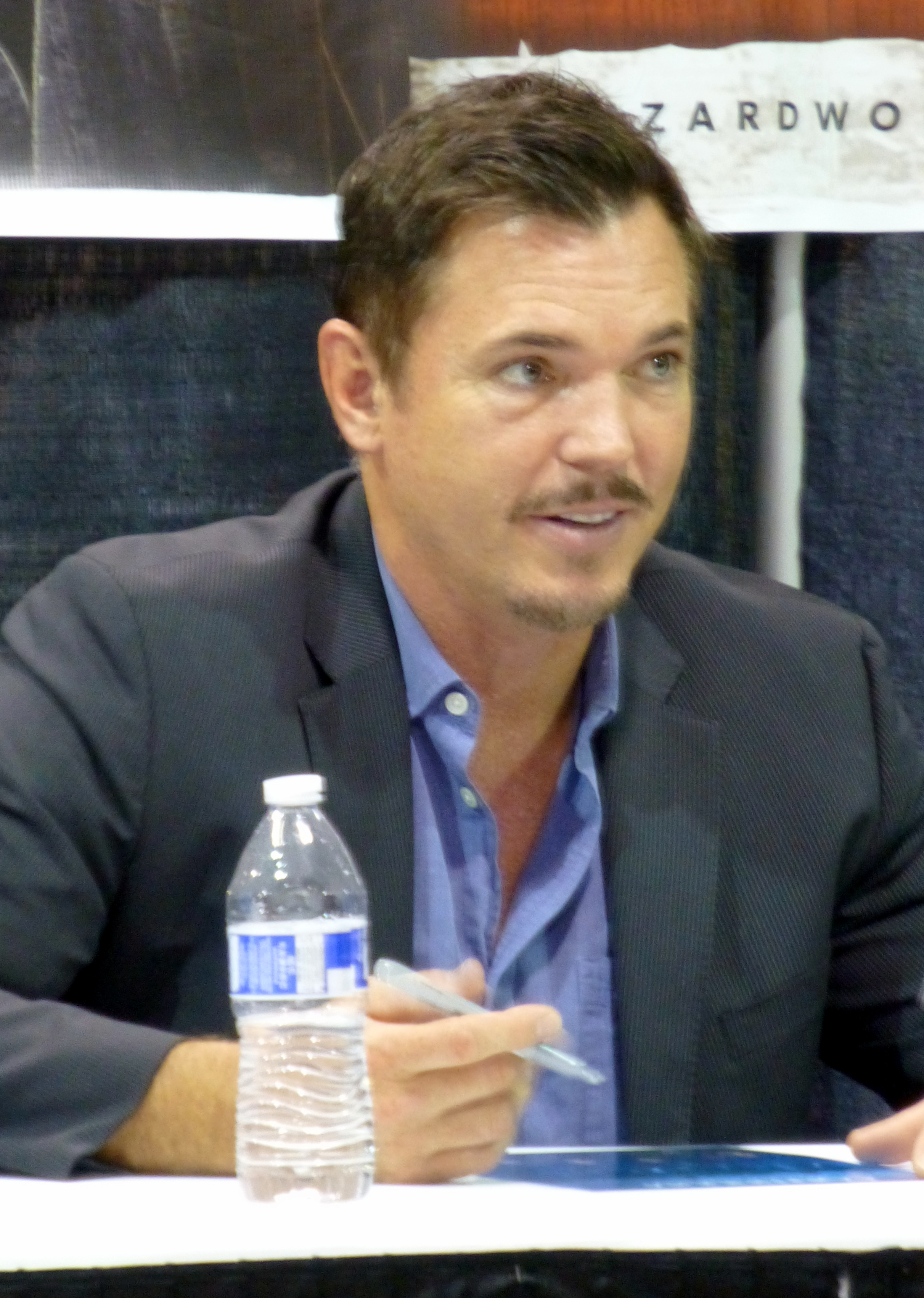
Nicholas Lea, 2013

- Nicholas Lea (1962), Canadees acteur en filmproducent
- Ron Lea, Canadees acteur
- Leadbelly (1885-1949), Amerikaans musicus
- Con Leahy (1876-1921), Iers hoogspringer
- Richard Leakey (1944-2022), Keniaans paleoantropoloog
- Julian Leal (1990), Colombiaans autocoureur
- Rayssa Leal (2008), Braziliaans skateboardster
- David Lean (1908-1991), Engels filmregisseur
- Vicky Leandros (1948/52), Grieks-Duits zangeres en politica
- Stephen Leaney (1969), Australisch golfprofessional
- Amanda Lear (1946), Frans-Brits zangeres en fotomodel
- Jonathan Learoyd (2000), Frans schansspringer
- Denis Leary (1957), Amerikaans-Iers stand-upkomiek en acteur
- Scotty Leavenworth (1990), Amerikaans acteur

## Leb
- Georges-Émile Lebacq (1876-1950), Belgisch kunstschilder
- Diana Lebacs (1947-2022), Curaçaos auteur
- Pjotr Lebedev (1866-1912), Russisch natuurkundige
- Tatjana Lebedeva (1976), Russisch atlete
- Yannick Lebherz (1989), Duits zwemmer
- Serhij Lebid (1975), Oekraïens atleet
- Matt LeBlanc (1967), Amerikaans acteur
- Walter Leblanc (1932-1986), Belgisch beeldend kunstenaar
- Jean Leblond (1920-1996), Belgisch atleet
- Charles Le Brun (1619-1690), Frans kunstenaar

## Lec

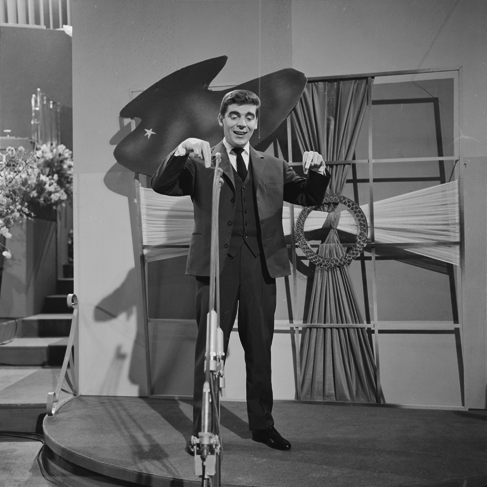
Fud Leclerc (1958)

- Jessica Leccia (1976), Amerikaans actrice
- Ödön Lechner (1845-1914), Hongaars architect
- Walter Lechner jr. (1981), Oostenrijks autocoureur
- Marc Leclair (1966), Canadees houseproducer
- Arthur Leclerc (2000), Monegaskisch autocoureur
- Charles Leclerc (1997), Monegaskisch autocoureur
- Fud Leclerc (1924-2010), Belgisch zanger
- Jean LeClerc (1948), Canadees acteur
- Edmond Leclercq (1876-1959), Belgisch politicus
- Emma Leclercq (1851-1933), Belgisch politicus
- Eugène Leclercq (1832-1908), Frans dammer
- Gustaaf Leclercq (1911-2018), Belgisch supereeuweling, oudste man van België
- Jan Leclercq (1944), Belgisch politicus
- Jean Leclercq (1925-1970), Belgisch politicus
- Jean Leclercq (1927-2010), Belgisch politicus
- Jean-Claude Leclercq (1962), Frans wielrenner
- Jean-François Leclercq (1947), Belgisch rechtsgeleerde
- Jean-Marc Leclercq (?), Frans zanger
- Justine le Clercq (1967), Nederlands schrijfster
- Leonard Leclercq (1877-1952), Belgisch politicus
- Mathieu Leclercq (1796-1889), Belgisch politicus en magistraat
- Oscar Leclercq (1907-1979), Belgisch syndicalist en vakbondsbestuurder
- René Leclercq (1890-1964), Belgisch politicus
- Robert Leclercq (1927-1983), Belgisch politicus
- Tommy Leclercq (1970), Belgisch politicus en gouverneur
- Victor Leclercq (1896-1945), Belgisch kunstschilder
- Chad Le Clos (1992), Zuid-Afrikaans zwemmer
- Herman Le Compte (1929-2008), Belgisch dokter
- Henri Leconte (1963), Frans tennisser
- Le Corbusier (1887-1965), Frans architect
- Dominique Lecourt (1944-2022), Frans filosoof
- Iker Lecuona (2000), Spaans motorcoureur

## Led

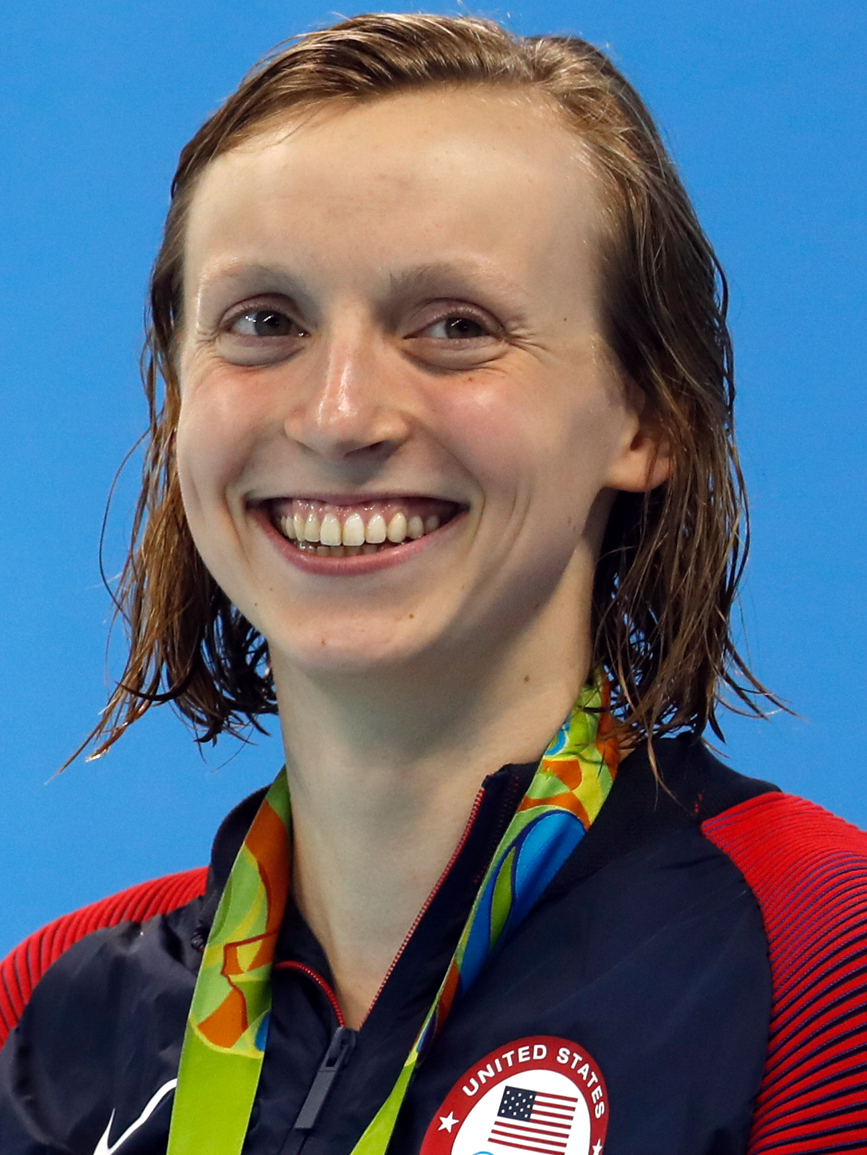
Katie Ledecky

- Lilly Ledbetter (1938-2024), Amerikaans vrouwenrechtenactiviste
- Co van Ledden Hulsebosch (1877-1952), Nederlands apotheker en politiescheikundige
- John Leddy (1930-2022), Nederlands acteur
- Katie Ledecky (1997), Amerikaans zwemster
- Hippoliet Ledeganck (1846-1903), Belgisch dichter en schrijver
- Karel Lodewijk Ledeganck (1805-1847), Belgisch dichter
- Dirk Ledegen (1966), Belgisch atleet
- Gijs van der Leden (1967), Nederlands waterpolospeler
- Esther Lederberg (1922-2006), Amerikaans microbioloog
- Joshua Lederberg (1925-2008), Amerikaans moleculair bioloog en Nobelprijswinnaar
- Michael Lederer (1955), Duits atleet
- Leon Lederman (1922-2018), Amerikaans natuurkundige en Nobelprijswinnaar
- Antonio Ledesma (1943), Filipijns aartsbisschop
- Tess Ledeux (2001), Frans freestyleskiester
- Froylán Ledezma (1978), Costa Ricaans voetballer
- Heath Ledger (1979-2008), Australisch acteur
- Côme Ledogar (1991), Frans autocoureur
- André Ledoux (1907-1963), Belgisch politicus
- Celia Ledoux (1977), Belgisch politica, schrijfster en feministe; pseudoniem van Celia Groothedde
- Claude Nicolas Ledoux (1736-1806), Frans architect
- Fernand Ledoux (1887-1958), Belgisch journalist en politicus
- Fernand Ledoux (1897-1994), Belgisch-Frans acteur
- Jacques Ledoux (1921-1988), Belgisch filmhistoricus, -conservator en -archivaris
- Joseph LeDoux (1949), Amerikaans neurowetenschapper
- Marc Ledoux (1986), Belgisch tafeltennisser
- Paul Ledoux (1914-1988), Belgisch astronoom
- Adam Ledwoń (1974-2008), Pools-Duits voetballer
- Jacques Leduc (1932-2016), Belgisch componist en muziekpedagoog
- Jeannine Leduc (1939-2023), Belgisch politica
- Mark Leduc (1962-2009), Canadees bokser
- Timothy LeDuc (1990), Amerikaans kunstschaatser

## Lee

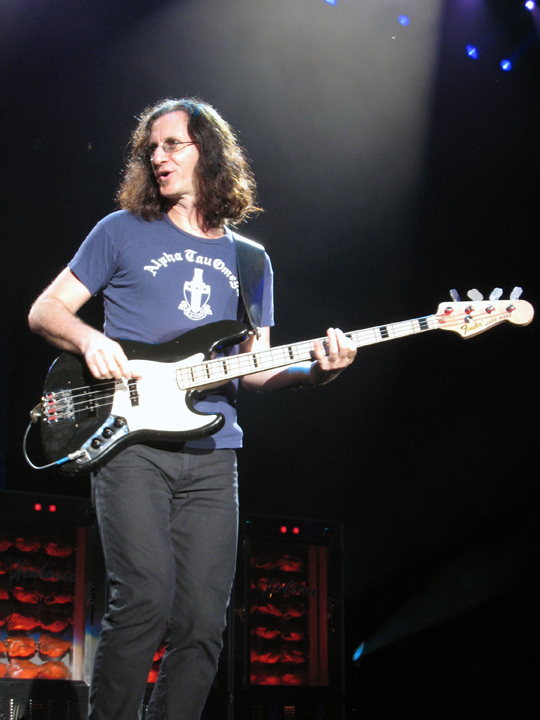
Geddy Lee

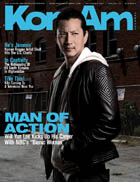
Will Yun Lee (2007)

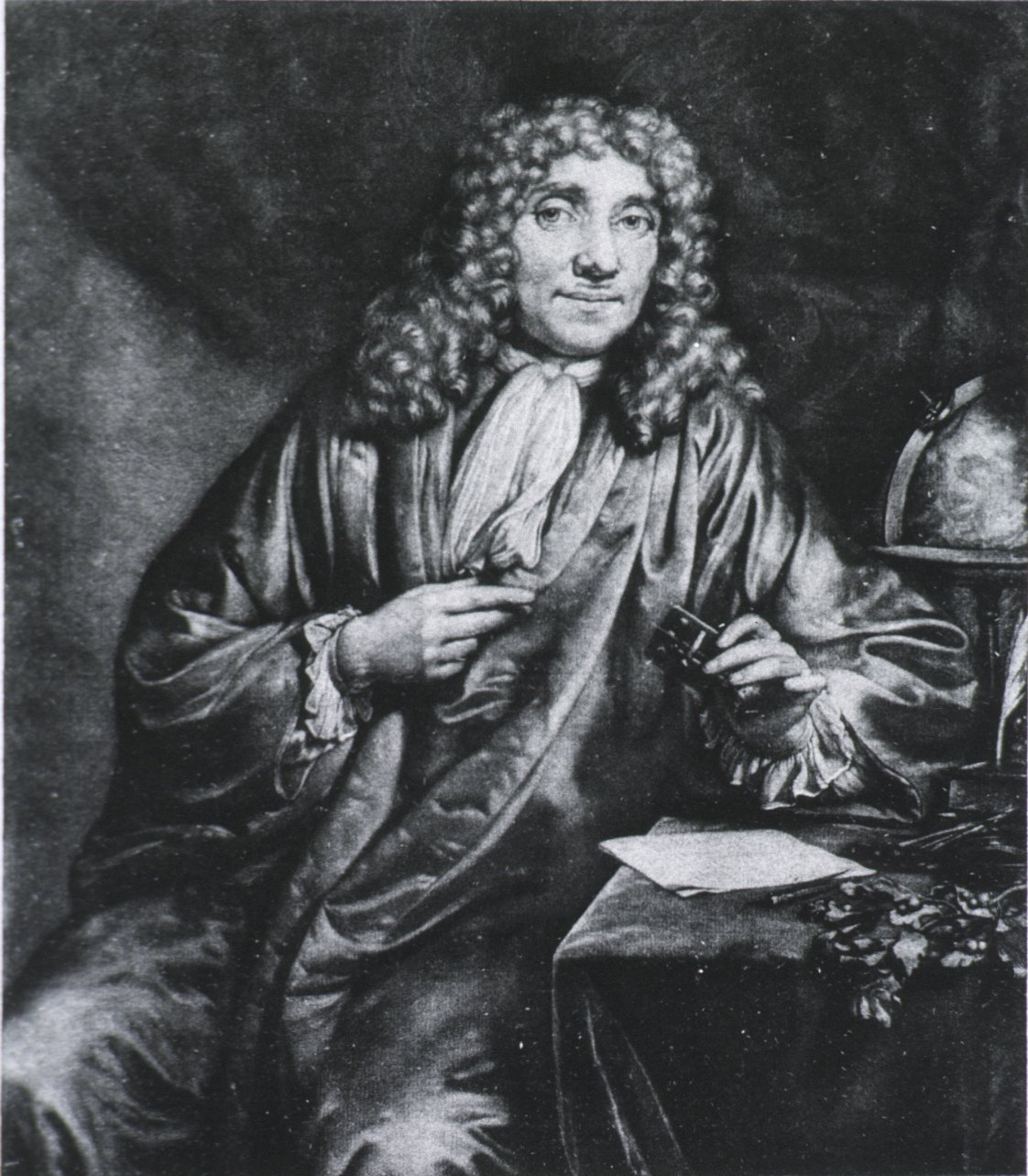
Antoni van Leeuwenhoek

- Alvin Lee (1944-2013), Brits rockgitarist en -zanger
- Ang Lee (1954), Taiwanees filmregisseur
- Arthur Lee (1945-2006), Amerikaans componist en zanger
- Brandon Lee (1965-1993), Amerikaans acteur
- Brenda Lee (1944), Amerikaans zangeres
- Bruce Lee (1940-1973), Chinees-Amerikaans acteur
- Christopher Lee (1922-2015), Brits acteur
- Lee Chun-soo (1981), Zuid-Koreaans voetballer
- David Morris Lee (1931), Amerikaans natuurkundige en Nobelprijswinnaar
- Everett Lee  (1916-2022), Amerikaans dirigent
- Geddy Lee (1953), Canadees muzikant
- Harper Lee (1926-2016), Amerikaans schrijfster
- Henry Lee Jr. (1958), Hongkongs autocoureur
- Lee Ho-yuk (1986), Koreaans shorttracker
- Lee Hsien Loong (1952), Singaporees generaal en politicus (o.a. premier)
- Jason Lee (1970), Amerikaans skateboarder en acteur
- Lee Jong-wook (1945-2006), Zuid-Koreaans medicus en bestuurder
- Kareena Lee (1993), Australisch zwemster
- Lee Kuan Yew (1923), Singaporees advocaat en politicus (o.a. premier)
- Lia Lee (1922-2011), Belgisch actrice en zangeres
- Marchy Lee (1976), Hongkongs autocoureur
- Miko Lee (1977), Vietnamees-Amerikaans pornoactrice
- Muna Lee (1981), Amerikaans atlete
- Mushond Lee (1967), Amerikaans acteur
- Lee Myung-bak (1941), Zuid-Koreaans politicus
- Nelson Lee (1975), Taiwanees acteur
- Peggy Lee (1920-2002), Amerikaans zangeres
- Rob Lee (1966), Engels voetballer
- Sammy Lee (1959), Engels voetballer en voetbalcoach
- Samuel Lee (1920-2016), Amerikaans schoonspringer
- Lee Sang-ho (1995), Zuid-Koreaans snowboarder
- Lee Shau Kee (1928-2025), Chinees zakenman
- Spike Lee (1957), Amerikaans filmmaker en -regisseur
- Stan Lee (1922-2018), Amerikaans stripauteur en redacteur
- Stephen Lee (1974), Engels snookerspeler
- Tommy Lee (1962), Amerikaans drummer
- Tom van der Lee (1965), Nederlands politicus
- Tsung-Dao Lee (1926-2024), Chinees-Amerikaans natuurkundige en Nobelprijswinnaar
- Will Yun Lee (1971), Amerikaans acteur
- Lee Young-pyo (1977), Zuid-Koreaans voetballer
- Frank Leeflang (1936-2024), Surinaams jurist, diplomaat en politicus
- Sietz Leeflang (1933), Nederlands milieuactivist en journalist
- John Leefmans (1933), Nederlands/Surinaams diplomaat en dichter
- Jan Adriaanszoon Leeghwater (1575-1620), Nederlands waterbouwkundige
- Tommie van der Leegte (1977), Nederlands voetballer
- Wim van der Leegte (1947-2023), Nederlands ondernemer (VDL Groep)
- Ad Leemans (1976), Nederlands voetballer
- Anthonie Leemans (1631-1673), Nederlands kunstschilder
- Clement Leemans (1941), Belgisch wielrenner
- Clint Leemans (1995), Nederlands voetballer
- Conrad Leemans (1809-1893), Nederlands egyptoloog en museumdirecteur
- Emmy Leemans (1933), Belgisch actrice
- Hec Leemans (1950), Belgisch striptekenaar en -auteur
- Jo Leemans (1927), Belgisch zangeres
- Johannes Leemans (1633-1688), Nederlands kunstschilder
- Jolien Leemans (1994), Belgisch atlete
- Ken Leemans (1983), Belgisch voetballer
- Marc Leemans (1925), Belgisch acteur
- Marc Leemans (1961), Belgisch syndicalist
- Pieter Leemans (1897-1980), Belgisch componist, muziekpedagoog, dirigent en pianist
- Siska Leemans (1973), Belgisch scenariste
- Thomas Leemans (1894-1982), Belgisch politicus
- Victor Leemans (1901-1971), Belgisch vakbondsleider en politicus
- Ward Leemans (1926-1998), Vlaams socioloog en politicus
- Wilhelmus François Leemans (1841-1929), Nederlands ingenieur
- Wilhelmus François Leemans (1912-1991), Nederlands jurist, assyrioloog en genealoog
- Joan Leemhuis-Stout (1946), Nederlands politica
- Hedwig Leenaert (1931-2017), Belgisch atleet
- Bert Leenaerts (1980), Belgisch atleet
- Bernard Leene (1903-1988), Nederlands wielrenner
- Emile van Leent (1926-1993), Nederlands burgemeester
- Rattanin Leenutaphong (1990), Thais autocoureur
- Kelvin Leerdam (1990), Nederlands voetballer
- Jean Leering (1934-2005), Nederlands museumdirecteur
- Meindert Leerling (1936), Nederlands (sport)journalist, televisieregisseur en politicus
- Gerd Leers (1951), Nederlands politicus
- Robert Leeshock (1961), Amerikaans acteur en fotograaf
- Nick Leeson (1967), Brits effectenhandelaar, crimineel en sportbestuurder
- Gheraert Leeu (1445-1493), Nederlands drukker en uitgever
- Carlo de Leeuw (1960), Nederlands voetballer
- Cornelis de Leeuw (1613-1664/1665), Nederlands componist, boekhandelaar en uitgever
- Dianne de Leeuw (1955), Nederlands kunstrijdster op de schaats
- Edith de Leeuw (1962), Nederlands statisticus, onderzoeksmethodoloog, en hoogleraar
- Godert de Leeuw (1967), Nederlands wielrenner
- Harrie de Leeuw (1900-1985), Nederlands politicus
- Hendrik de Leeuw (1891-1977), Nederlands-Amerikaans schrijver
- Huub de Leeuw (1910-1983), Nederlands voetballer en voetbaltrainer
- Jan de Leeuw (ca. 1932), Nederlands politicus
- Jo de Leeuw (1905-1993), Nederlands voordrachtskunstenaar
- Jo de Leeuw (ca. 1920-2016), Nederlands politicus
- Johan de Leeuw (1953), Nederlands ambtenaar en politicus
- Judith de Leeuw (ca. 1937), Nederlands diskjockey
- Juna de Leeuw (2001), Nederlands actrice
- Kees de Leeuw (1963), Nederlands schrijver
- Marius de Leeuw (1915-2000), Nederlands kunstenaar
- Melvin de Leeuw (1988), Nederlands voetballer
- Michael de Leeuw (1986), Nederlands voetballer
- Paul de Leeuw (1962), Nederlands cabaretier, televisiepresentator en zanger
- Petrus Adrianus de Leeuw (1833-1909), Nederlands beeldhouwer en edelsmid
- Philip de Leeuw (1914-1944), Nederlands verzetsstrijder
- Piet de Leeuw (1900-1963), Nederlands biljarter
- Rick de Leeuw (1961), Nederlands zanger en schrijver
- Reinbert de Leeuw (1938-2020), Nederlandse dirigent, pianist en componist
- Ronald de Leeuw (1948), Nederlands kunsthistoricus en museumdirecteur
- Ton de Leeuw (1926-1996), Nederlands componist
- Ton de Leeuw (1941), Nederlands elektrotechnicus en bedrijfskundige
- Wilhelmina Janneke Josépha de Leeuw (1938), Nederlands schrijfster, hoogleraar en taalwetenschapster
- Willem de Leeuw (1892-1944), Nederlands politicus
- Wim de Leeuw (1938-2003), Nederlands politicus
- Fien de Leeuw-Mertens (1927-2003), Nederlands politicus
- Ida de Leeuw van Rees (1902-1987), Nederlands modemaakster en omroepmedewerkster
- Aart van der Leeuw (1876-1931), Nederlands prozaschrijver en dichter
- Gerardus van der Leeuw (1890-1950), Nederlands theoloog en minister
- Egbert Jans van Leeuwarden (1608-1674), Nederlands klokkenmaker
- Aad van Leeuwen (1905-1987), Nederlands (sport)journalist
- Adrianus Cornelis van Leeuwen (1887-1991), Nederlands componist, dirigent, cornettist en trompettist
- Arie van Leeuwen (1910-2000), Nederlands atleet
- Arthur Docters van Leeuwen (1945), Nederlands jurist en topambtenaar
- Bart van Leeuwen (1954), Nederlands diskjockey
- Bert van Leeuwen (1960), Nederlands televisiepresentator
- Boeli van Leeuwen (1922-2007), Antilliaans schrijver
- Bram van Leeuwen (1918-2001), Nederlands ondernemer
- Cees van Leeuwen (1951), Nederlands advocaat en staatssecretaris
- Ferry van Leeuwen (1962), Nederlands zanger, songwriter en gitarist
- Hannie van Leeuwen (1926-2018), Nederlands politicus
- Hans van Leeuwen (1952), Nederlands politicus
- Henk van Leeuwen (1951), Nederlands voetballer
- Herman van Leeuwen (1884-1926), Nederlands gymnast en hoogspringer
- Jaap van Leeuwen (1892-1972), Nederlands verzetsstrijder
- Joke van Leeuwen (1952), Nederlands auteur, dichter, illustrator en cabaretière
- Maarten van Leeuwen (1948), Nederlands schoolbestuurder en politicus
- Marieke van Leeuwen (1950), Nederlands actrice, regisseuse en dichteres
- Siem van Leeuwen (1955), Nederlands acteur, poppen/toneelspeler en stemmenartiest
- Tonny van Leeuwen (1943-1971), Nederlands voetbaldoelman
- Henk van Leeuwen van Oudewater (1890-1972), kunstschilder en tekenaar
- Chris Leeuwenburgh (1962), Nederlands atleet
- Antoni van Leeuwenhoek (1632-1723), Nederlands wetenschapper
- Bram Leeuwenhoek (1924-2002), Nederlands atleet en olympisch bestuurder
- Lisanne Leeuwenkamp (1996), Nederlands sopraan
- Henk Leeuwis (1945-2022), Nederlands zanger
- Nattanid Leewattanavaragul (1993), Thais autocoureur

## Lef
- André Lefèbvre (1894-1963), Frans autoconstructeur
- Jean Lefebvre (1893-?), Belgisch atleet
- Adam LeFevre (1950), Amerikaans acteur
- Laurent Lefèvre (1976), Frans wielrenner
- Lucile Lefevre (1995), Frans snowboardster
- Clément Lefert (1987), Frans zwemmer
- Ulrik le Fevre (1946-2024), Deens voetballer
- Jason Leffler (1975-2013), Amerikaans autocoureur
- Gertrud von Le Fort (1876-1971), Duits schrijfster
- Victor Lefranc (1809-1883), Frans politicus
- Christopher Edward Lefroy (1785-1856), Brits rechter en schrijver

## Leg

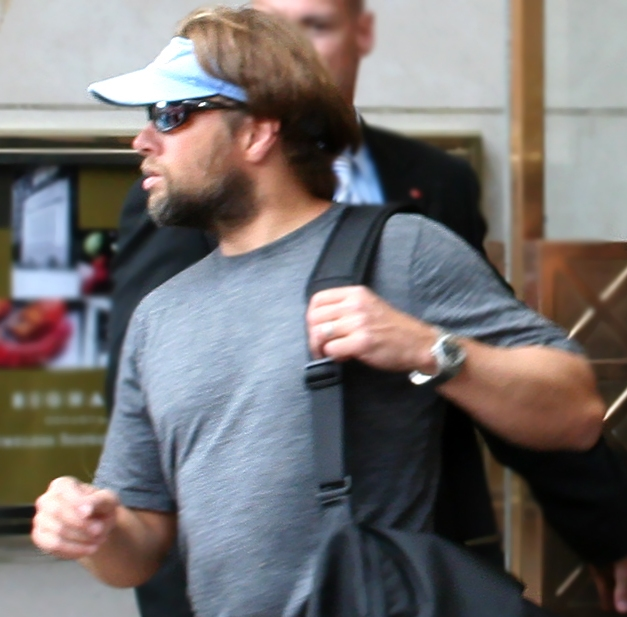
James LeGros (2006)

- Benito Legarda (1853-1915), Filipijns politicus en zakenman
- Loren Legarda (1960), Filipijns politicus
- Arthur Legat (1898-1960), Belgisch autocoureur
- Miguel López de Legazpi (1502-1572), Spaans conquistador en gouverneur-generaal van de Filipijnen
- Robert LeGendre (1898-1931), Amerikaans atleet
- Fernand Léger (1881-1955). Frans kunstenaar
- Birhanu Legese (1994), Ethiopisch atleet
- Walter Legge (1906-1979), Brits platenproducer
- Farooq Leghari (1949-2010), Pakistaans president
- Aleksandr Legkov (1983), Russisch langlaufer
- Victor Legley (1915-1994), Vlaams componist en altviolist
- Assunta Legnante (1978), Italiaans atlete/paralympisch atlete
- Jacques Amable Legrand (1820-1912), Frans uitvinder en postzegelverzamelaar
- Christiane Legrand (1930-2011), Frans zangeres
- Michel Legrand (1932-2019), Frans musicalcomponist, dirigent, pianist en arrangeur
- James LeGros (1962), Amerikaans acteur
- Luc Legros (1944), Belgisch atleet
- Noël Legros (1953), Belgisch atleet
- Jean-Philippe Leguellec (1985), Canadees biatleet
- Ursula Le Guin (1929-2018), Amerikaans sciencefiction- en fantasyschrijfster

## Leh

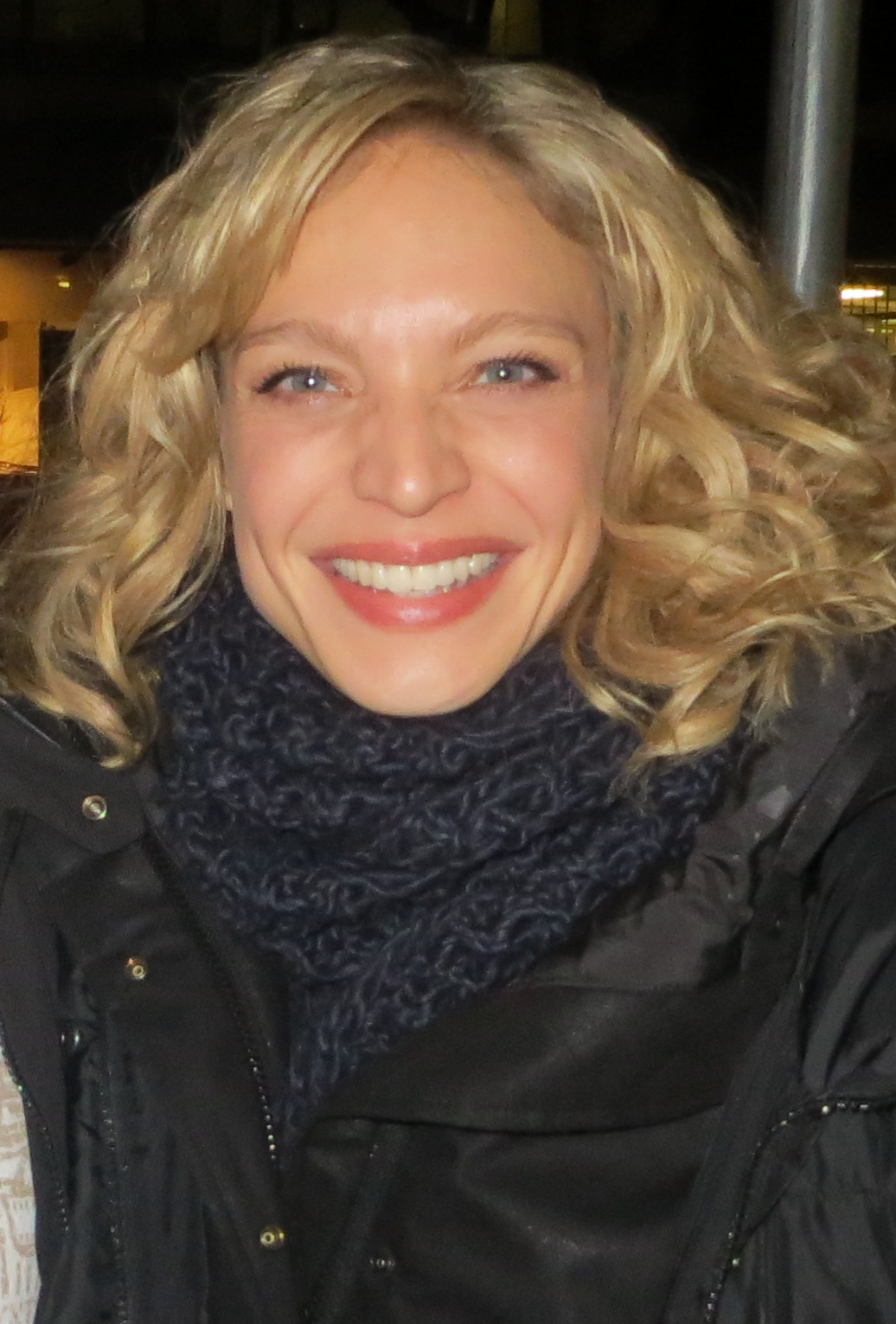
Kristin Lehman, 2012

- Franz Lehár (1870-1948), Oostenrijk-Hongaars componist
- Ernest Lehman (1915-2005), Amerikaans scenarioschrijver
- Kristin Lehman (1972), Canadees actrice en danseres
- Heinrich Lehmann-Willenbrock (1911-1986), Duits onderzeebootkapitein
- Inge Lehmann (1888-1993), Deens seismologe
- Karl Lehmann (1936-2018), Duits kardinaal en bisschop
- Louis Th. Lehmann (1920–2012), Nederlands dichter en scheepsarcheoloog
- Jason Lehmkuhle (1977), Amerikaans atleet
- Christian vom Lehn (1992), Duits zwemmer
- Jean-Marie Lehn (1939), Frans scheikundige en Nobelprijswinnaar
- Fredric Lehne (1959), Amerikaans acteur
- Robert Lehnhoff (1906-1950), Duits SD'er en oorlogsmisdadiger
- Arthur Lehning (1899-2000), Nederlands anarchist, publicist en vertaler
- Julien Lehouck (1896-1944), Belgisch atleet, burgemeester en weerstander
- Tom Lehrer (1928-2025), Amerikaans satirisch singer-songwriter en wiskundige
- Aatos Lehtonen (1914-2005), Fins voetballer en voetbalcoach

## Lei

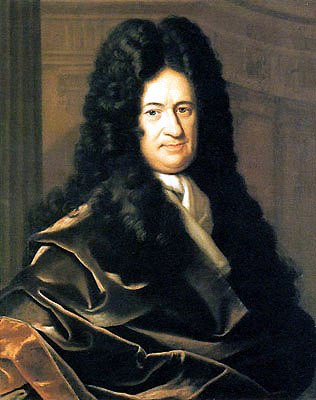
Gottfried Wilhelm Leibniz

- Lei Kit Meng (1967), Macaus autocoureur
- Kees Leibbrandt (1932-1965), Nederlands kinderboekenschrijver
- Jerry Leiber (1933-2011), Amerikaans songwriter
- Ron Leibman (1937), Amerikaans acteur en scenarioschrijver
- Gottfried Wilhelm Leibniz (1646-1716), Duits wetenschapper
- Vairis Leiboms (1991), Lets bobsleeër
- Werner Leich (1927-2022), Duits evangelisch bisschop
- Jan van Leiden (1509-1536), Nederlands prediker
- Joseph Leidy (1823-1891), Amerikaans wetenschapper
- Janet Leigh (1927-2004), Amerikaans actrice
- Mitch Leigh (1928-2014), Amerikaans componist, dirigent en theaterproducent
- Vivien Leigh (1913-1967), Brits actrice
- Barbara Leigh-Hunt (1935-2024), Brits actrice
- Chuck Leighton (1924-2003), Amerikaans autocoureur
- Edmund Leighton (1853-1922), Brits kunstschilder
- Kenneth Leighton (1929-1988), Brits componist
- Jacques Leijh (1856-1902), Nederlands architect
- Elisabeth Leijnse (1961), Belgisch hoogleraar en schrijver
- Frans Leijnse (1947), Nederlands politicus
- Axel Leijonhufvud (1933-2022), Zweeds econoom
- Margaretha Leijonhufvud (1516-1551), Zweeds koningin
- Ingrid Leijten (1984), Nederlands jurist
- Jan Leijten (1926-2014), Nederlands rechtsgeleerde, rechter en schrijver
- Renske Leijten (1979), Nederlands politica
- Roger Leiner (1955), Luxemburgs stripauteur
- Agnes van Leiningen (?-1299), regentes van het graafschap Nassau
- Elisabeth van Leiningen (?-1235/38), Duits gravin
- Karl zu Leiningen (1804-1856), Duits militair en politicus
- Sanni Leinonen (1989), Fins alpineskiester
- Erich Leinsdorf (1912-1993), Oostenrijks-Amerikaans dirigent
- Levi Leipheimer (1973), Amerikaans wielrenner
- Matheus Leist (1998), Braziliaans autocoureur
- Frank Leistra (1960), Nederlands hockeyer
- António Leitão (1960-2012), Portugees atleet
- Roland Leitinger (1991), Oostenrijks alpineskiër
- Clemens Leitner (1998), Oostenrijks schansspringer
- Butch Leitzinger (1969), Amerikaans autocoureur
- Pío Leiva (1917-2006), Cubaans zanger
- Jeffrey Leiwakabessy (1981), Nederlands voetballer

## Lej
- Yves Lejaeghere, Belgisch zakenman
- Albert Le Jeune (1873-1940), Belgisch politicus
- Alexia Lejeune (1967), Frans persoon, buitenechtelijke dochter van prins Bernhard van Lippe-Biesterfeld
- Claude Lejeune (ca. 1530-1600), Zuid-Nederlands/Frans componist
- Désiré Le Jeune (1805-1865), Belgisch edelman en politicus
- Eddy Lejeune (1961), Belgisch motorcoureur
- Emile Lejeune (1938), Belgisch voetballer
- Eric Lejeune (1962), Belgisch politicus
- Florian Lejeune (1991), Frans voetballer
- Gaston Lejeune (1885-1954), Belgisch architect
- Guillaume Lejeune (1815-1882), Belgisch voetballer
- Iry LeJeune (1928-1955), Amerikaans accordeonist
- Jérôme Lejeune (1926-1994), Frans medicus en wetenschapper
- Josée Lejeune (1959), Belgisch politica
- Joseph Le Jeune (1818-1875), Belgisch edelman en diplomaat
- Jules Le Jeune (1938), Belgisch politicus
- Kevin Lejeune (1985), Frans voetballer
- Lisanne Lejeune (1963), Nederlands hockeyster
- Philippe Le Jeune (1960), Belgisch ruiter
- Pierre Jules Lejeune (1819-1898), Belgisch notaris en politicus
- Rita Lejeune (1906-2009), Belgisch taalkundige, historica, hoogleraar en feministe
- Jean Lejeune de Schiervel (1853-1916), Belgisch edelman
- Rebecka Henriette Lejeune Dirichlet (1811-1858), Duits salonnière
- Helen Lejeune-van der Ben (1964), Nederlands hockeyster
- Henry Lejeune Vincent (1828-1907), Belgisch industrieel en politicus
- Martin Lejsal (1982), Tsjechisch voetbaldoelman

## Lek

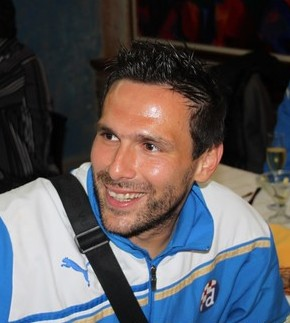
Jerko Leko

- Bram van der Lek (1931-2013), Nederlands politicus
- Shanthi Lekha (1929-2009), Sri Lankaans actrice
- Arie Frederik Nelis Lekkerkerker (1913-1972), Nederlands predikant en theoloog
- Eugenia Cornelia Lekkerkerker (1899-1985), Nederlands pionier op het gebied van de geestelijke gezondheidszorg in Nederland
- Gerrit Lekkerkerker (1922-1999), Nederlands wiskundige
- Gijsbert Lekkerkerker (1947-2022), Nederlands organist
- Jacob Lekkerkerker (1975), Nederlands componist, improvisator en organist
- Kees Lekkerkerker (1910-2006), Nederlands letterkundige, tekstbezorger en bibliograaf
- Ivan Leko (1978), Kroatisch voetballer
- Jerko Leko (1980), Kroatisch voetballer
- Gökhan Lekesiz (1991), Duits voetballer
- Iñigo Lekue (1993), Spaans voetballer

## Lel
- Martin Lel (1978), Keniaans atleet
- David Le Lay (1979), Frans wielrenner
- Sammy Lelei (1964), Keniaans atleet
- Stanley Leleito (1984), Keniaans atleet
- Rasa Leleivytė (1988), Litouws wielrenster
- Adriaan de Lelie (1755-1820), Nederlands schilder
- Michel Lelièvre (1971), Belgisch crimineel
- Luis Federico Leloir (1906-1987), Argentijns biochemicus en Nobelprijswinnaar
- Cornelis Lely (1854-1929), Nederlands ingenieur en politicus

## Lem

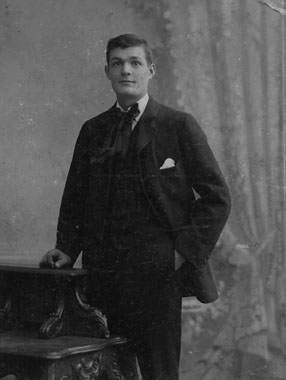
Jan Lemaire sr.

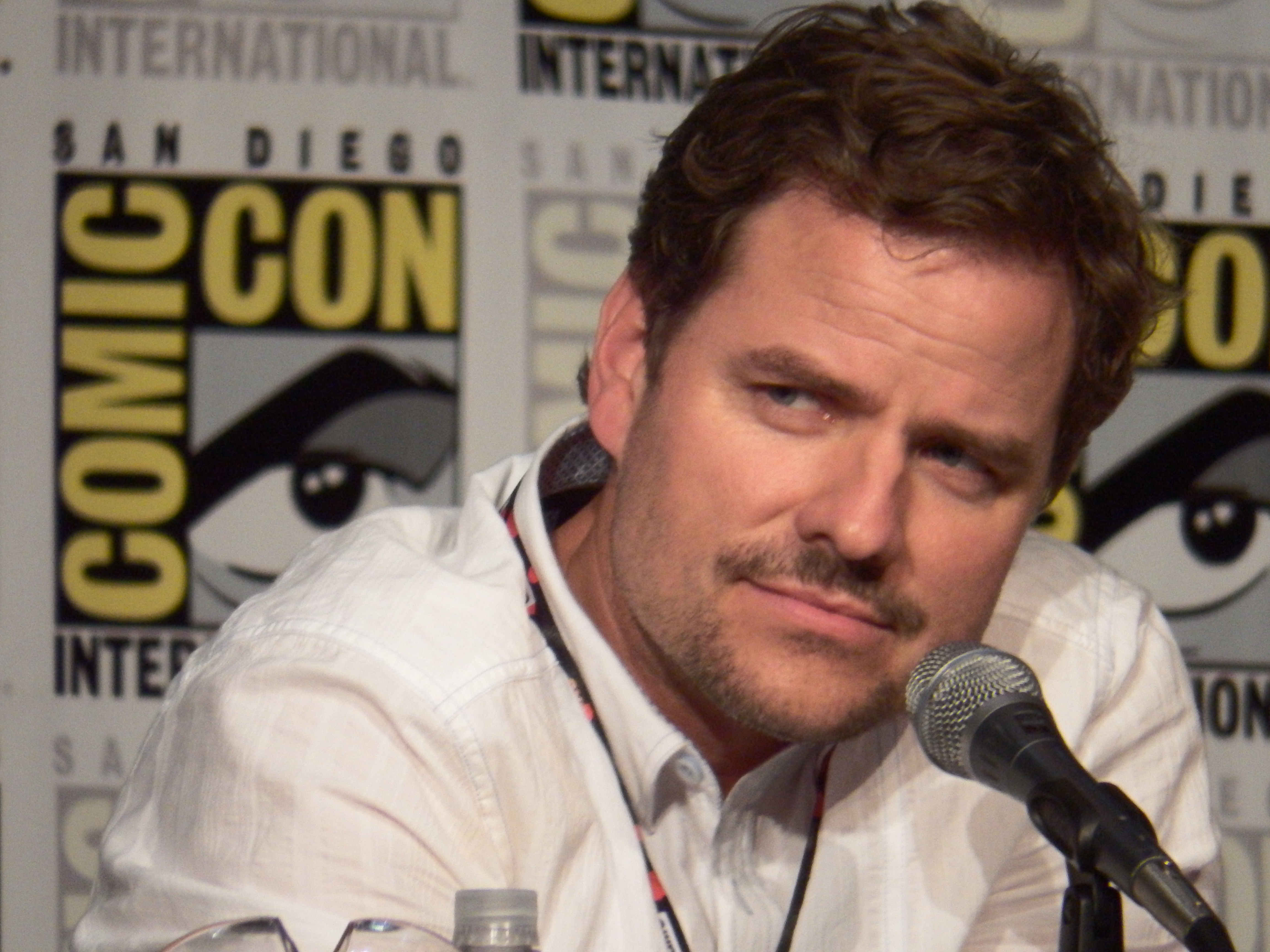
Anthony Lemke, 2016

- Stanisław Lem (1921-2006), Pools schrijver
- Cor Lemaire (1908-1981), Nederlands pianist, dirigent en componist
- Jan Lemaire jr. (1906-1960), Nederlands acteur en toneelregisseur
- Jan Lemaire sr. (1884-1982), Nederlands acteur
- Louis Lemaire (1942), Nederlands acteur
- Sofie Lemaire (1983), Belgisch radio- en televisiepresentatrice
- Christophe Lemaitre (1990), Frans atleet
- Georges Lemaître (1894-1966), Belgisch katholiek priester, astronoom, wis- en natuurkundige
- Pierre Lemaitre (1951), Frans schrijver
- Brady Leman (1986), Canadees freestyleskiër
- Eric Leman (1946), Belgisch wielrenner
- Gérard Leman (1850-1921), Belgisch generaal
- Johan Leman (1946), Belgisch professor
- Grégory Lemarchal (1983-2007), Frans zanger
- Kunio Lemari (1942-2008), Marshalleilands politicus
- Pierre-René Lemas (1951), Frans diplomaat
- Catriona Le May-Doan (1970), Canadees schaatsster
- Adrien-Charles Le Mayeur de Merprès (1844-1923), Belgisch schilder en etser
- Adrien-Jean Le Mayeur de Merprès (1880-1958), Belgisch schilder
- Artur Lemba (1885-1963), Estisch componist en pianist
- Nzelo Hervé Lembi (1975), Congolees voetballer
- Alejandro Lembo (1978), Uruguayaans voetballer
- Christophe Le Mével (1980), Frans wielrenner
- Jules Auguste Lemire (1853-1928), Frans priester en politicus
- Anthony Lemke, Canadees acteur
- Benno Lemke (1958-2010), Duits politicus
- Elizabeth Lemley (2006), Amerikaans freestyleskiester
- Sisay Lemma (1990), Ethiopisch atleet
- Alfons Lemmens (1919-2013), Nederlands voetballer
- An Lemmens (1980), Belgisch presentatrice
- Bernard Lemmens (1962), Belgisch dammer
- Erwin Lemmens (1976), Belgisch voetballer en voetbalcoach
- Frans Lemmens (?), Belgisch Rechtvaardige onder de Volkeren
- Gilbert Lemmens (1914-1989), Belgisch politicus
- Guillaume Lemmens (1884-1960), Nederlands bisschop
- Gustaaf Lemmens (1897-1947), Belgisch persoon binnen de Vlaamse Beweging
- Harry Lemmens (?), Belgisch ondernemer en voetbalbestuurder
- Immanuel Lemmens (1989), Belgisch acteur
- Jacques-Nicolas Lemmens (1823-1881), Belgisch componist, organist en muziekpedagoog
- Joannes Nicolaas Lemmens (1850-1897), Nederlands-Canadees bisschop
- Juan Lemmens (1962), Belgisch politicus
- Lennart Lemmens (1996), Belgisch acteur
- Leon Lemmens (1954-2017), Belgisch geestelijke en een hulpbisschop
- Luk Lemmens (1956), Belgisch politicus
- Nathalie Lemmens (1995), Belgisch volleybalster
- Paul Lemmens (1954), Belgisch rechtsgeleerde, rechter en hoogleraar
- Paul Lemmens (1954-2014), Nederlands schrijver; pseudoniem van Cees van der Pluijm
- Riske Lemmens (1974), Belgisch illustratrice
- Steve Lemmens (1972-2016), Belgisch snookerspeler
- Vic Lemmens (1919-2007), Nederlands Engelandvaarder
- Waltherus Bartholomeus Joannes Lemmens (1919-1982), Nederlands politicus
- Wilfred Lemmens (1957), Nederlands golfer
- Helen Lemmens-Sherrington (1834-1906), Brits operazangeres
- Jack Lemmon (1925-2001), Amerikaans acteur
- Kasi Lemmons (1961), Amerikaans actrice, filmregisseuse en scenarioschrijfster
- Lemmy Kilmister (1945-2015), Amerikaans zanger, basgitarist en oprichter van de band Motörhead
- Cyril Lemoine (1983), Frans wielrenner
- Camille Lemonnier (1844-1913), Belgisch schrijver
- Greg LeMond (1961), Amerikaans wielrenner
- Cor Lems (1961), Nederlands voetballer
- Jack Lemvard (1984), Thais autocoureur

## Len

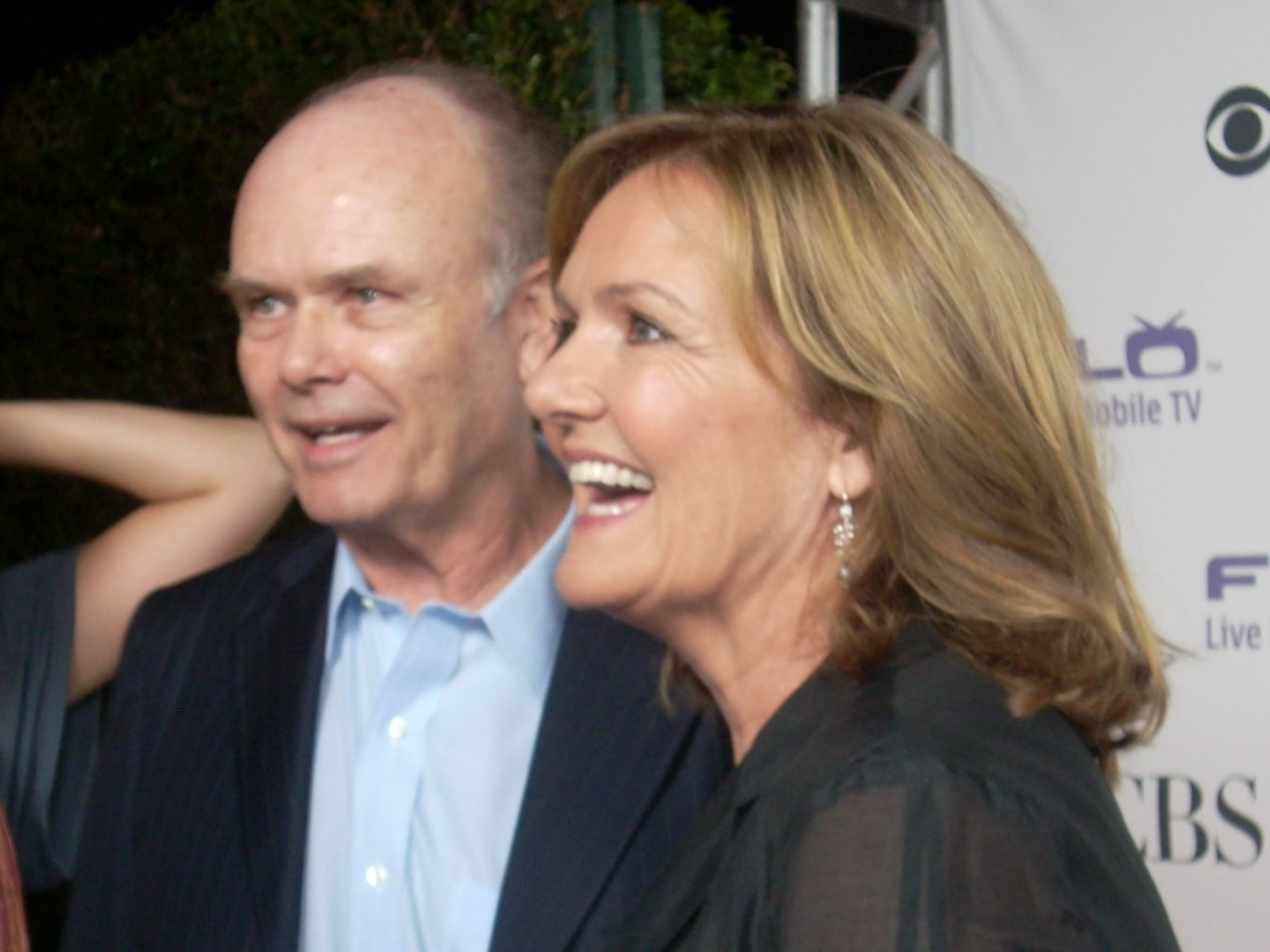
Nancy Lenehan met Kurtwood Smith, 2008

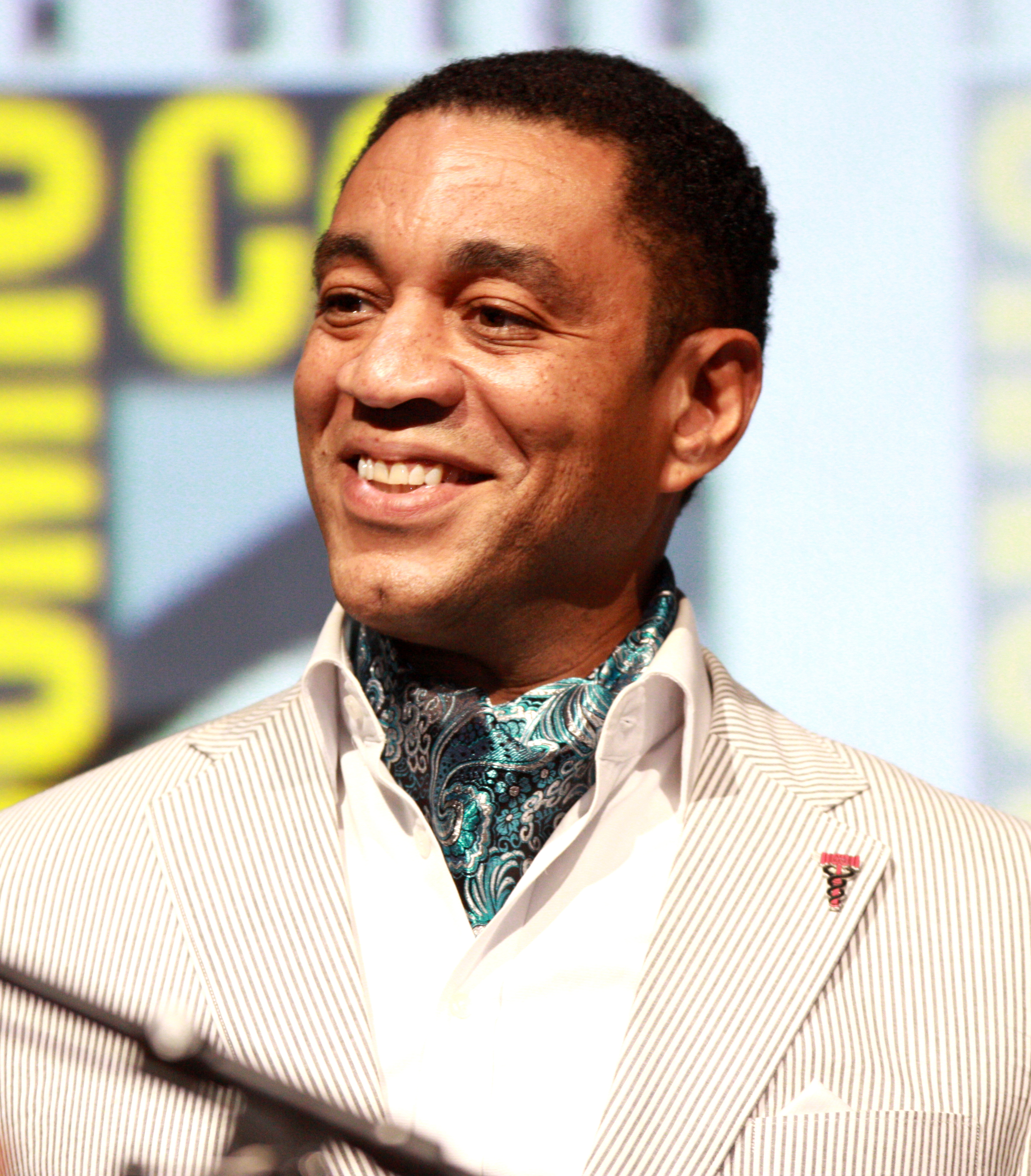
Harry Lennix, 2013

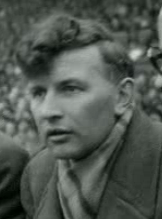
Abe Lenstra

- Robin Lenaerts (1996), Belgisch voetballer
- Tom Lenaerts (1968), Vlaams televisiemaker en presentator
- Wouter Lenaerts (1981), Vlaams componist, dirigent en pianist
- Philipp Eduard Anton Lenard (1862-1947), Oostenrijks-Hongaars natuurkundige en Nobelprijswinnaar
- Sietske Lenchant (1993), Belgisch atlete
- Ivan Lenđer (1990), Servisch zwemmer
- Ivan Lendl (1960), Tsjechisch-Amerikaans tennisser
- Deon Lendore (1992-2022), Trinidadiaans atleet
- Ivan Lendrić (1991), Kroatisch voetballer
- Nancy Lenehan (1953), Amerikaans actrice
- Jan Lenferink (1948), Nederlands programmamaker en radio- en tv-presentator
- Fong Leng (1937), Chinees-Nederlands modeontwerpster
- Heidi Lenhart (1973), Amerikaans actrice
- Jonas Lenherr (1989), Zwitsers freestyleskiër
- Lenin (1870-1924), Russisch leider van de Sovjet-Unie (1917-1924) (Vladimir Oeljanov)
- Maria Lenk (1915-2007), Braziliaans zwemster
- Thomas Lenk (1933-2014), Duits beeldhouwer, graficus en tekenaar
- Birgit Lennartz (1965), Duits atlete
- David Jacob van Lennep (1774-1853), Nederlands classicus en dichter
- Gijs van Lennep (* 1942), Nederlands autocoureur
- Jacob van Lennep (1802-1868), Nederlands schrijver, uitgever en politicus
- Johannes Daniël van Lennep (1724-1771), Nederlands classicus
- Dinah Lenney (1956), Amerikaans actrice
- Sylvia Lennick (1915-2009), Canadees actrice
- Harry Lennix (1964), Amerikaans acteur, filmproducent en filmregisseur
- Aaron Lennon (1987), Engels voetballer
- John Lennon (1940-1980), Brits popmusicus
- Julian Lennon (1963), Brits muzikant, zanger en songwriter
- Maurice Lennon (?), Iers folkmuzikant
- Sean Lennon (1975), Brits popmusicus
- Thomas Lennon (1970), Amerikaans acteur, regisseur, komiek en schrijver
- Annie Lennox (1954), Schots popzangeres
- Etienne Lenoir (1822-1900), Belgisch uitvinder
- Gérard Lenorman (1945), Frans zanger en tekstschrijver
- Adriane Lenox (1956), Amerikaans actrice
- Jeremain Lens (1987), Nederlands voetballer
- Matthias Lens (1986), Vlaams zanger en accordeonist
- Jan Lenselink (1939-2022), Nederlands taalkundige, historicus en vuurwerkkenner
- Bart Lensink (1925-2024), Nederlandse zoöloog directeur van dierentuin Artis
- Ton Lensink (1922-1997), Nederlands acteur
- Arno von Lenski (1893-1986), Duits generaal
- Caro Lenssen (1983), Nederlands actrice
- Mil Lenssens (1926-2005), Belgisch televisiemaker
- Abe Lenstra (1920-1985), Nederlands voetballer
- Arie van Lent (1970), Nederlands voetballer en voetbaltrainer
- Marijke van Lente-Huiskamp (1954), Nederlands politica
- Lisbeth Lenton (1985), Australisch zwemster
- Jacob Lentz (1894-1964), Nederlands ambtenaar
- Heinrich Lenz (1804-1865), Baltisch-Duits natuurkundige
- Jakob Michael Reinhold Lenz (1751-1792), Duits-Russisch schrijver
- Kay Lenz (1953), Amerikaans actrice
- Siegfried Lenz (1926-2014), Duits schrijver

## Leo

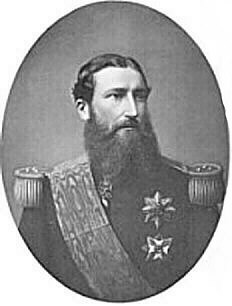
koning Leopold II van België

- Leo I de Grote (400-461), paus (440-461)
- Leo II († 683), paus (682-683)
- Leo III († 816), paus (795-818)
- Leo IV(ca. 790-855), paus (847-856)
- Leo V († 904). paus (903-904)
- Leo I (ca. 401-474), keizer van Byzantium (457-474)
- Leo II (467-474), keizer van Byzantium (474)
- Leo III (+741), keizer van Byzantium (717-741)
- Leo IV (+780), keizer van Byzantium (775-780)
- Leo V (+820), keizer van Byzantium (813-820)
- Leo VI (866-912), keizer van Byzantium (886-912)
- Leo X (1475-1521), paus (1513-1521)
- Leo XI (= Alessandro de'Medici) ((1535-1605), paus in april 1605
- Leo XII (= Annibale Genga) (1760-1829), paus (1823-1829)
- Leo XIII (= Vincenzo Pecci) (1810-1903), paus (1878-1903)
- Leo XIV (= Robert Prevost) (1955), Amerikaans-Peruaans geestelijke; paus vanaf mei 2025
- Federico Leo (1988), Italiaans autocoureur
- Carlos Leon (1966), Cubaans acteur
- David Leon (1980), Brits acteur, filmproducent, filmregisseur en scenarioschrijver
- Narcisa de Leon (1877-1966), Filipijns filmproducent
- Noel León (2004), Mexicaans autocoureur
- André Léonard (1940), Belgisch aartsbisschop, filosoof, theoloog en katholiek geestelijke
- Joshua Leonard (1975), Amerikaans acteur, filmregisseur en scenarioschrijver
- Ruggero Leoncavallo (1858-1919), Italiaans componist
- Giacomo Leone (1971), Italiaans atleet
- Sergio Leone (1929-1989), Italiaans filmregisseur
- Charles Leong (2001), Macaus autocoureur
- Kelvin Leong (1981), Macaus autocoureur
- Gustav Leonhardt (1928-2012), Nederlands klavecinist, organist en dirigent
- Aleksej Leonov (1934-2019), Russisch ruimtevaarder
- Alena Leonova (1990), Russisch kunstschaatsster
- Leopold I (1790-1865), koning van België (1831-1865)
- Leopold II (1835-1909), koning van België (1865-1909)
- Leopold III (1901-1983), koning van België (1934-1951)
- Gift Leotlela (1998), Zuid-Afrikaans atleet

## Lep
- Armand Lepaffe (1908-1981), Belgisch atleet
- Jean-Marie Le Pen (1928-2025), Frans politicus
- Marine Le Pen (1968), Frans politica
- Christophe Lepoint (1984), Belgisch voetballer
- Urpo Leppänen (1944-2010), Fins politicus
- Sébastien Le Prestre (1633-1707), Frans generaal
- Louis Le Prince (1842-1890?), Frans uitvinder

## Leq
- Geoffroy Lequatre (1981), Frans wielrenner

## Ler

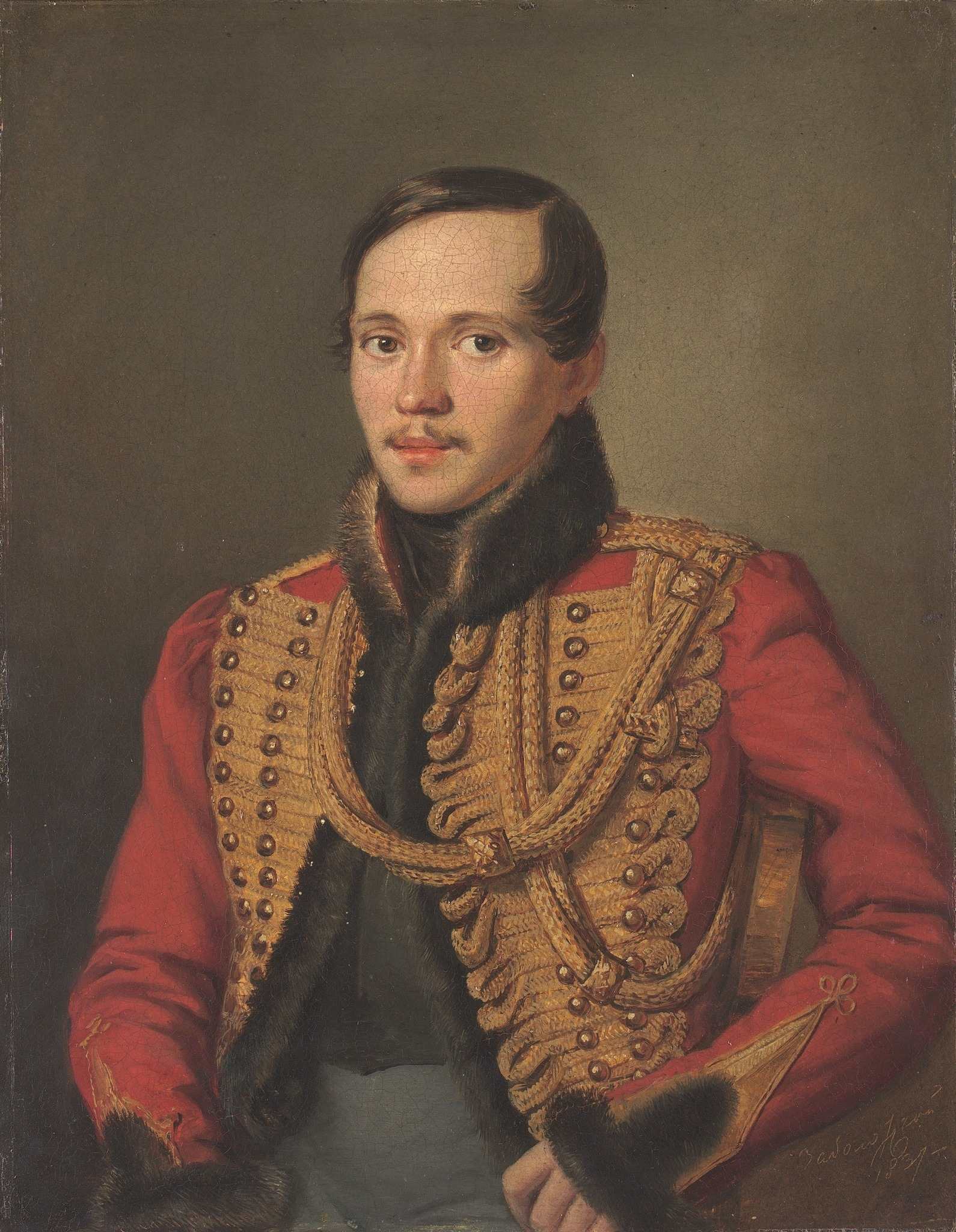
Michail Lermontov

- Peter Lérant (1977), Slowaaks voetballer
- Søren Lerby (1958), Deens voetballer
- Sebastián Lerdo de Tejada (1823-1893), Mexicaans president (1872-1876)
- Rasmus Lerdorf (1968), Deens-Canadees programmeur en auteur
- Vincentius van Lérins (+434/450), kerkvader
- Michail Lermontov (1814-1841), Russisch schrijver
- Albin Lermusiaux (1874-1940), Frans atleet
- Dag Lerner (1960), Duits trancedj en -producer
- Jaime Lerner (1940), Braziliaans architect en politicus
- Ken Lerner (1948), Amerikaans acteur
- Sam Lerner (1992), Amerikaans acteur
- Rosa Lernout-Martens (1941-2014), Belgisch politica
- Fons Leroy (1954), Vlaams ambtenaar
- Gilles Leroy (1958), Frans schrijver
- Henri Leroy (1887-na 1960), Belgisch voetballer
- Emmanuel Le Roy Ladurie (1929-2023), Frans historicus

## Les

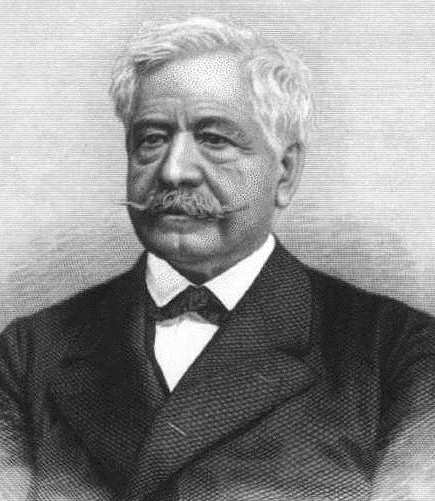
Ferdinand de Lesseps

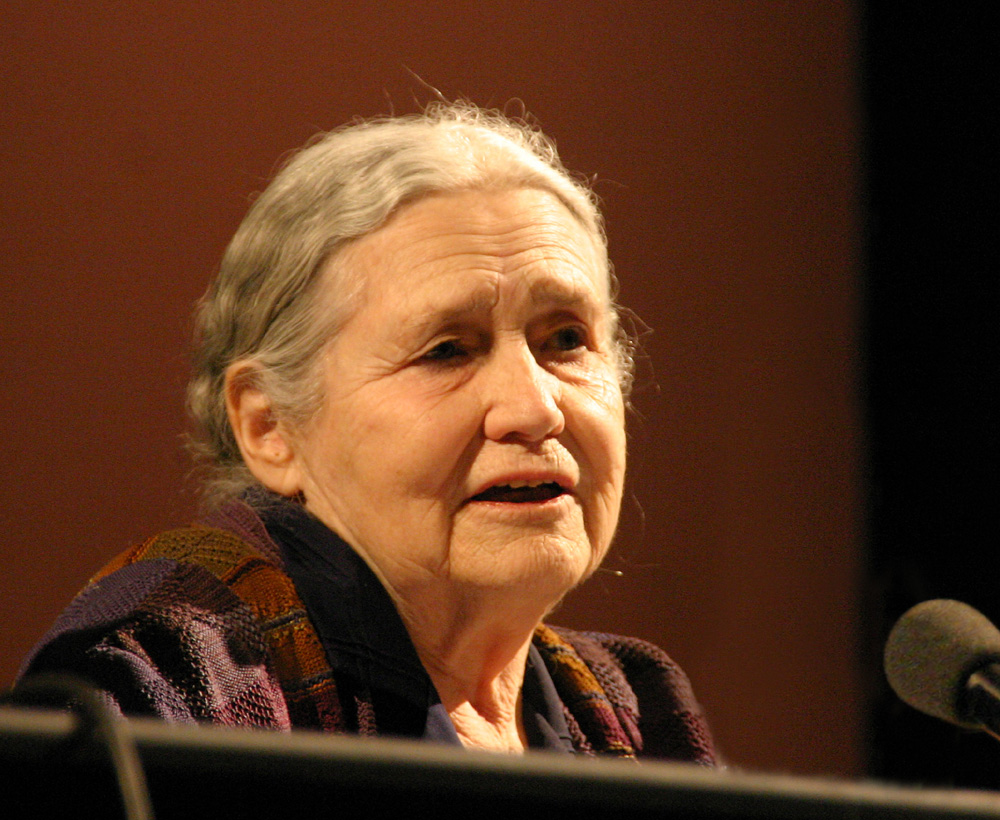
Doris Lessing

- Jules Lesage (1880-??), Belgisch atleet
- Xavier Lesage (1885-1968), Frans ruiter
- Yoandys Lescay (1994), Cubaans atleet
- Alexandrina Eveline Leschan (1910-1987), Hongaars-Nederlands-Italiaanse zangeres
- Catherina Matje Leschan (1919-1965), Hongaars-Nederlands-Italiaanse zangeres
- Judith Leschan (1913-1976), Hongaars-Nederlands-Italiaanse zangeres
- Luisa Leschin, Amerikaans actrice, scenarioschrijfster en televisieproducente
- Joleon Lescott (1982), Engels voetballer
- Joseph Lescrauwaet (1923-2013), Nederlands theoloog en hulpbisschop
- Joseph Lesecque (1955-2020), Belgisch atleet
- Katrina Leskanich (1960), Amerikaans zanger en muzikant
- Nikolaj Leskov (1831-1895), Russisch schrijver
- Joan Leslie (1925-2015), Amerikaans actrice
- Brock Lesnar, (1977), Amerikaans worstelaar, MMA-vechter en professioneel worstelaar
- Marek Leśniak (1964), Pools voetballer en voetbalcoach
- Eugénie Le Sommer (1989), Frans voetbalster
- Petar Lesov (1960), Bulgaars bokser
- Roger Lespagnard (1946), Belgisch atleet
- Benjamin Lessennes (1999), Belgisch autocoureur
- Ferdinand de Lesseps (1805-1894), Frans ingenieur
- Erik Lesser (1988), Duits biatleet
- Jeffrey Lesser, Amerikaans opnametechnicus en producer
- Len Lesser (1922-2011), Amerikaans acteur
- Sol Lesser (1890-1980), Amerikaans filmproducent
- Doris Lessing (1919-2013), Brits schrijfster en Nobelprijswinnares
- Gotthold Ephraim Lessing (1729-1781), Duits schrijver
- Henri Lessire (1954), Belgisch atleet
- Brian Lester, Amerikaans acteur
- Heddy Lester (1950-2023), Nederlands zangeres
- Ben Lesterhuis (1944-2016), Nederlands atleet
- Hans Lesterhuis (1944-2009), Nederlands KNVB-bestuurder en burgemeester

## Let
- Juan Carlos Letelier (1959), Chileens voetballer
- Yves Leterme (1960), Belgisch politicus
- Jared Leto (1971), Amerikaans acteur
- Henri Letocart (1866-1945), Frans componist en organist
- Ctibor Letošník (1931), Tsjechisch componist en dirigent
- Jean Letourneau (1907-1986), Frans politicus en bestuurder
- Léon Letsch (1927), Luxemburgs voetballer
- Rianne Letschert (1976), Nederlands hoogleraar en rector magnificus
- Hendrik Letteboer (1916-2002), Nederlands verzetsstrijder

## Leu
- Benjamin Leuchter (1987), Duits autocoureur
- Joanne van der Leun (1963), Nederlands criminoloog
- Darren Leung (1987), Brits autocoureur
- Kai Fan Leung (1983), Hongkongs darter
- Man Lok Leung (1999), Hongkongs darter
- Mira Leung (1989), Canadees kunstschaatsster
- Piet Leupen (1939), Nederlands geschiedkundige
- Sylvia de Leur (1933-2006), Nederlands actrice en cabaretière
- Verona van de Leur (1985), Nederlands turnster
- Doris Leuthard (1963), Zwitsers politica
- Nicolas Leutwiler (1960), Zwitsers autocoureur
- Nicky van Leuveren (1990), Nederlands atlete

## Lev
- Avi Lev (1955), Nederlands - Israëlisch beeldend kunstenaar
- Émile Leva (1931), Belgisch atleet
- William Levada (1936-2019), Amerikaans kardinaal
- Jack LeVant (1999), Amerikaans zwemmer
- Gijsbert de Leve (1926-2009), Nederlands wiskundige en hoogleraar
- Amaury Leveaux (1985), Frans zwemmer
- Simon Lévelt (1775-1850), Nederlands handelaar in koloniale producten
- Willem Levelt (1938), Nederlands psycholinguïst
- Keith Levene (1957-2022), Britse gitarist
- Alphons Levens (1949-2023), Surinaams dichter en schrijver
- Marie Levens (1950), Surinaams politica
- Jan Lever (1922-2010), Nederlands bioloog
- William Hesketh Lever (1851-1925), Engels industrieel en filantroop
- Caitlin Leverenz (1991), Amerikaans zwemster
- Kate Levering (1979), Amerikaans actrice
- Gerald Levert (1966-2006), Amerikaans zanger
- Oscar Levertin (1862-1906), Zweeds schrijver, literatuurhistoricus en literatuurcriticus
- Joanna Levesque (1990), Amerikaans zangeres
- Paul Alan Levi (1941), Amerikaans componist
- Primo Levi (1919-1987), Joods-Italiaans schrijver en scheikundige
- Elka de Levie (1905-1979), Nederlands gymnaste
- Carl Levin (1934-2019), Amerikaans politicus
- Charles Levin (1949-2019), Amerikaans acteur
- Ira Levin (1929-2007), Amerikaans (toneel)schrijver
- Rob Levin (1955-2006), Amerikaans softwareontwikkelaar
- Tatjana Levina (1977), Russisch atlete
- Ilana Levine (1963), Amerikaans actrice
- Jesse Levine (1987), Amerikaans tennisser
- Mark Levine (1938-2022) Amerikaans muzikant
- Yvonne Levering (1905-2006), Belgisch pianiste en lyrisch zangeres
- Claude Lévi-Strauss (1908-2009), Frans volkenkundige
- Félix Lévitan (1911-2007), Frans journalist en sportbestuurder
- Isaak Levitan (1860-1900), Russisch kunstschilder
- Theodore Levitt (1924/25-2006), Amerikaans journalist
- François Le Vot (1970), Frans piloot
- Harel Levy (1978), Israëlisch tennisser
- Heinz Levy (1904-1944), Nederlands amateurbokser
- Shawn Levy (1968), Canadees acteur, filmregisseur, filmproducent en scenarioschrijver

## Lew

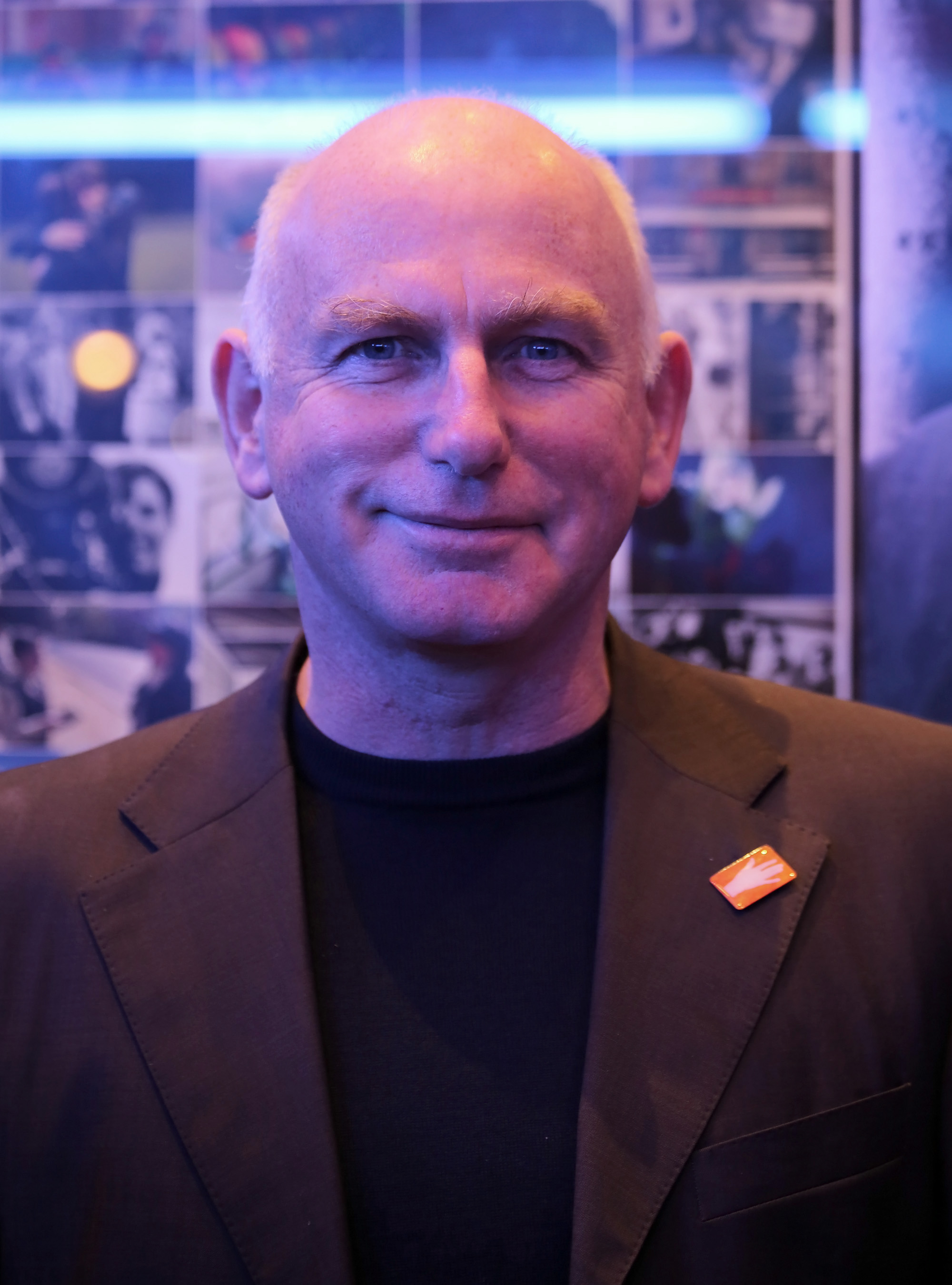
Gary Lewis, 2012

- Czesław Lewandowski (1922-2009), Pools bisschop
- Janusz Lewandowski (1951), Pools politicus
- Marcin Lewandowski (1977), Pools wielrenner
- Marcin Lewandowski (1987), Pools atleet
- Mariusz Lewandowski (1979), Pools voetballer
- Robert Lewandowski (1988), Pools voetballer
- George Henry Lewes (1817-1878), Engels filosoof en criticus
- Albert Lewin (1894-1968), Amerikaans regisseur
- Blanca Lewin (1974), Chileens actrice
- Gary Lewin (1964), Brits fysiotherapeut
- Jeannette Lewin (1972), Nederlands hockeyster
- Kurt Lewin (1890-1947), Duits psycholoog
- Lisette Lewin (1939-2024), Nederlands schrijfster en journaliste
- Rosine Lewin (1920-2010), Belgisch politica en feministe
- Walter Lewin (1936), Nederlands natuur- en sterrenkundige
- Monica Lewinsky (1973), Amerikaans zakenvrouw
- Adrian Lewis (1985), Engels darter
- Bradley Lewis (1954), Amerikaans roeier
- Carl Lewis (1961), Amerikaans atleet
- Clyde Lewis (1997), Australisch zwemmer
- C.S. Lewis (1898-1963), Brits schrijver en taalkundige
- Damian Lewis (1971), Engels acteur
- Dean Lewis (1987), Australisch singer-songwriter
- Denise Lewis (1972), Brits atlete
- Edward B. Lewis (1918-2004), Amerikaans geneticus en Nobelprijswinnaar
- Gary Lewis (1958), Schots acteur
- Henry Lewis (1932-1996), Amerikaans contrabassist en orkestdirigent
- Jerry Lee Lewis (1935-2022), Amerikaans zanger en pianist
- Jerry Lewis (1926-2017), Amerikaans acteur
- John Robert Lewis (1940-2020), Amerikaans mensenrechtenactivist en politicus
- Leona Lewis (1985), Engels zangeres
- Michael Lewis (1990), Amerikaans autocoureur
- Mark Lewis-Francis (1982), Brits atleet
- Ramsey Lewis (1935-2022), Amerikaans jazzpianist
- Richard Lewis (1947-2024), Amerikaans stand-upcomedian en acteur
- Stephen Lewis (1926-2015), Brits acteur
- Peter Lewyllie (1888-1964), Belgisch collaborateur en Vlaams activist

## Ley
- Robert Ley (1890-1945), Duits nazipoliticus
- Willy Ley (1906-1969), Duits/Amerikaans wetenschappelijk auteur
- Ernst Moritz (van) Leyden (1892-1969), Nederlands kunstschilder
- Karin van Leyden (1906–1977), Duits kunstschilderes
- Paul Leyden (1972), Australisch acteur, filmregisseur, filmproducent en scenarioschrijver
- Pit Leyder (1997), Luxemburgs veldrijder en wielrenner
- Klaas Leyen (1941-2022), Nederlands muziekproducent
- Ella Leyers (1988), Belgisch actrice
- Jan Leyers (1958), Belgisch muzikant en televisiemaker
- Ann-Britt Leyman (1922-2013), Zweeds atlete
- Hubert Leynen (1909-1997), Belgisch journalist, schrijver en politicus
- Alexia Leysen (1989), Belgisch ondernemer, theaterproducente en fotografe
- André Leysen (1927-2015), Belgisch ondernemer en werkgeversvoorzitter
- Annie Leysen (1942), Belgisch politica
- Bart Leysen (1920-1959), Belgisch wielrenner
- Bert Leysen (1927-1959), Belgisch journalist en bestuurder
- Charlotte Leysen (1987), Belgisch actrice, presentatrice en zangeres
- Christian Leysen (1954), Belgisch ondernemer en politicus
- Edmond Leysen (1888-1967), Belgisch onderwijzer, bibliothecaris en politicus
- Frie Leysen (1950-2020), Belgisch festivaldirecteur en ondernemer
- Johan Leysen (1950-2023), Belgisch acteur
- Johan Leysen (1961), Belgisch advocaat en politicus
- Karel Leysen (1925), Belgisch wielrenner
- Riet Leysen (1952), Belgisch rechter
- Senne Leysen (1996), Belgisch wielrenner
- Thomas Leysen (1960), Belgisch ondernemer en bestuurder
- Vaast Leysen (1921-2016), Belgisch ondernemer, bankier, bestuurder en hoogleraar
- Véronique Leysen (1986), Belgisch actrice, presentatrice en zangeres
- Selenis Leyva (1972), Amerikaans actrice

## Lez
- Jason Lezak (1975), Amerikaans zwemmer